# Hartelholz

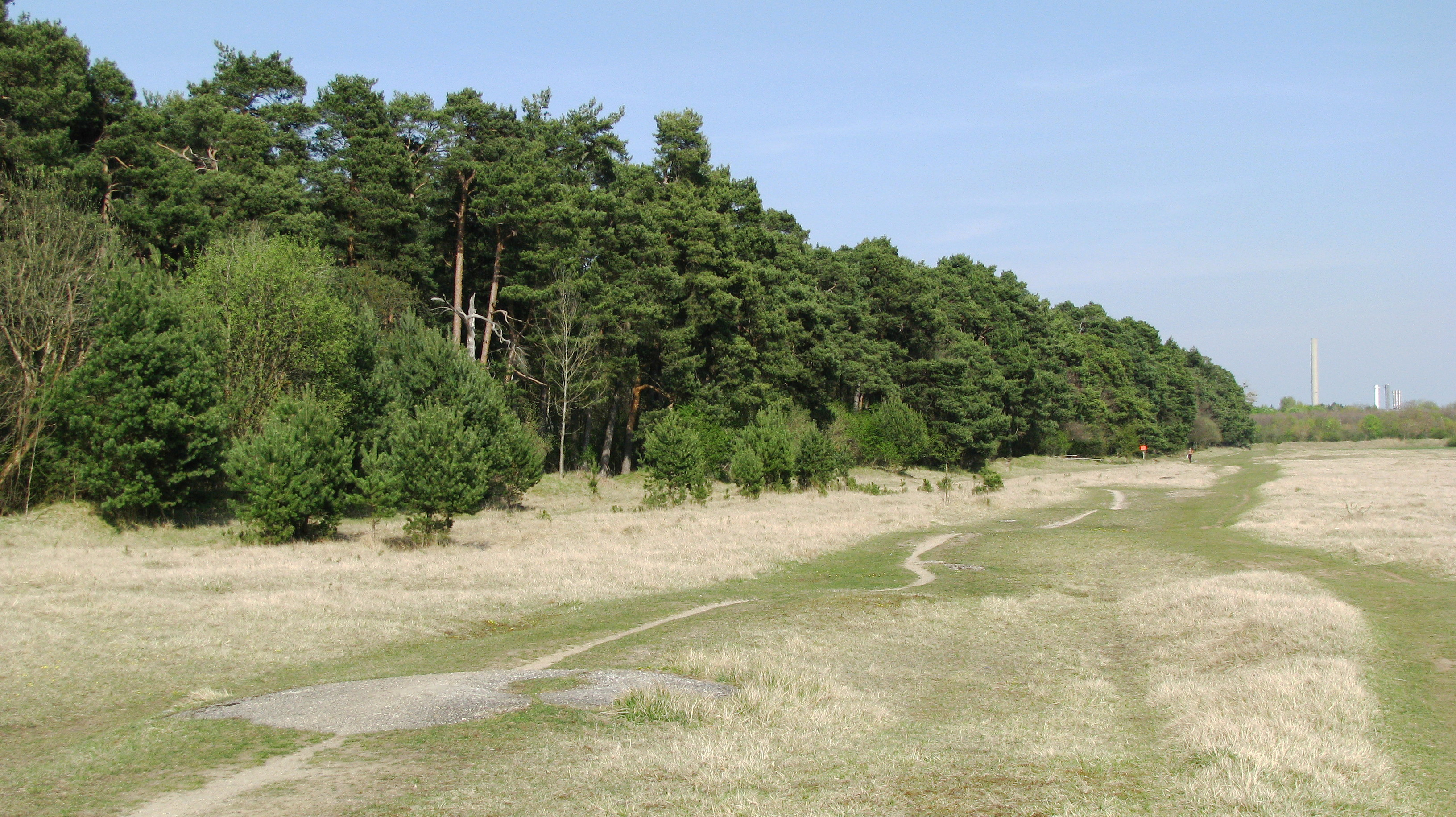
Hartelholz

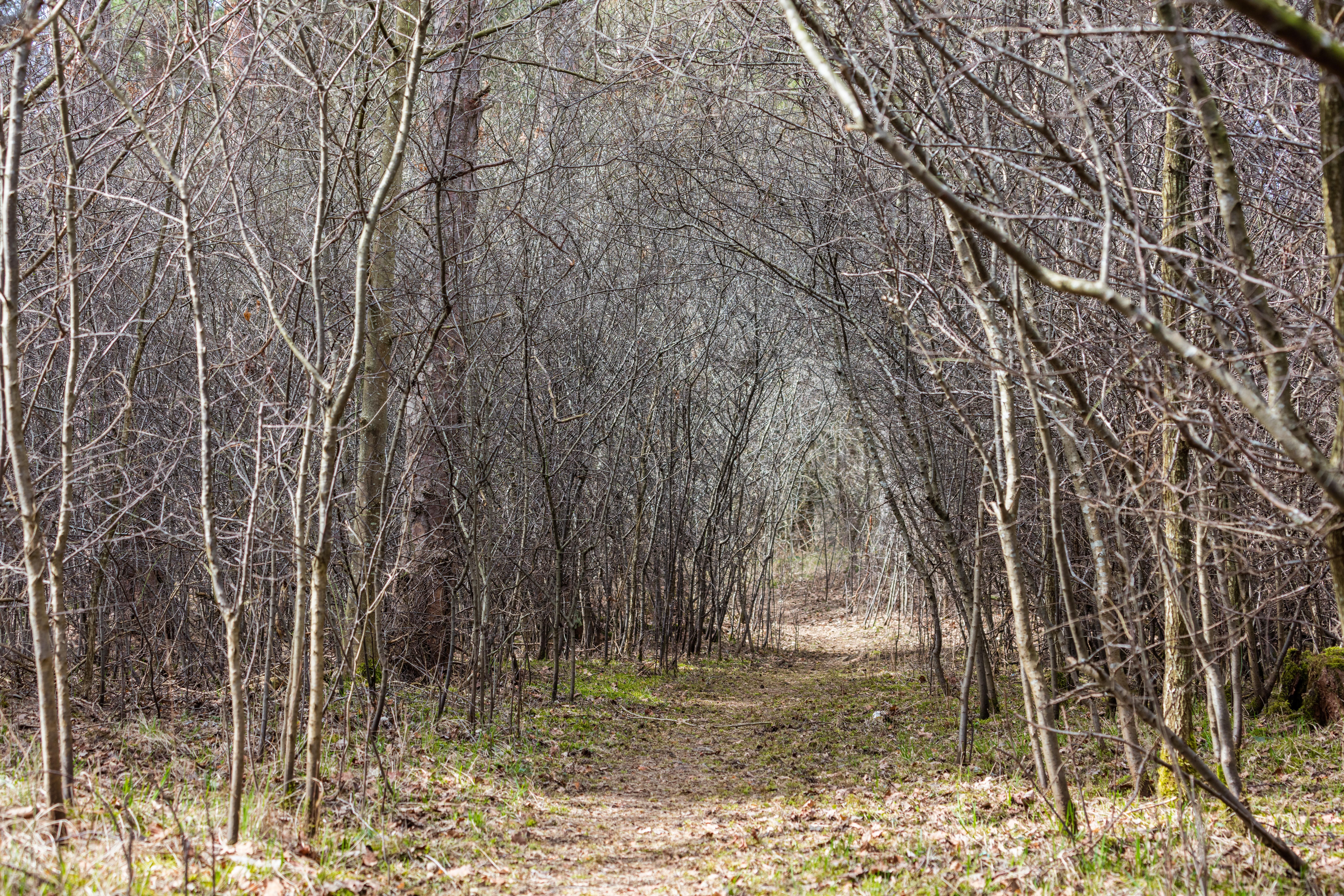

Hartelholz est une forêt de 115 hectares située au nord de Munich, en Bavière.
Elle est située au nord de la Panzerwiese dans les quartiers de Feldmoching-Hasenbergl et Milbertshofen-Am Hart.
Elle est classée comme zone protégée naturelle Naturschutzgebiet .